# 고우메촌
고우메촌(小梅村)은 니가타현 나카칸바라군에 설치되었던 촌이다. 현재의 니가타시 아키하구에 해당한다.